# Refajo

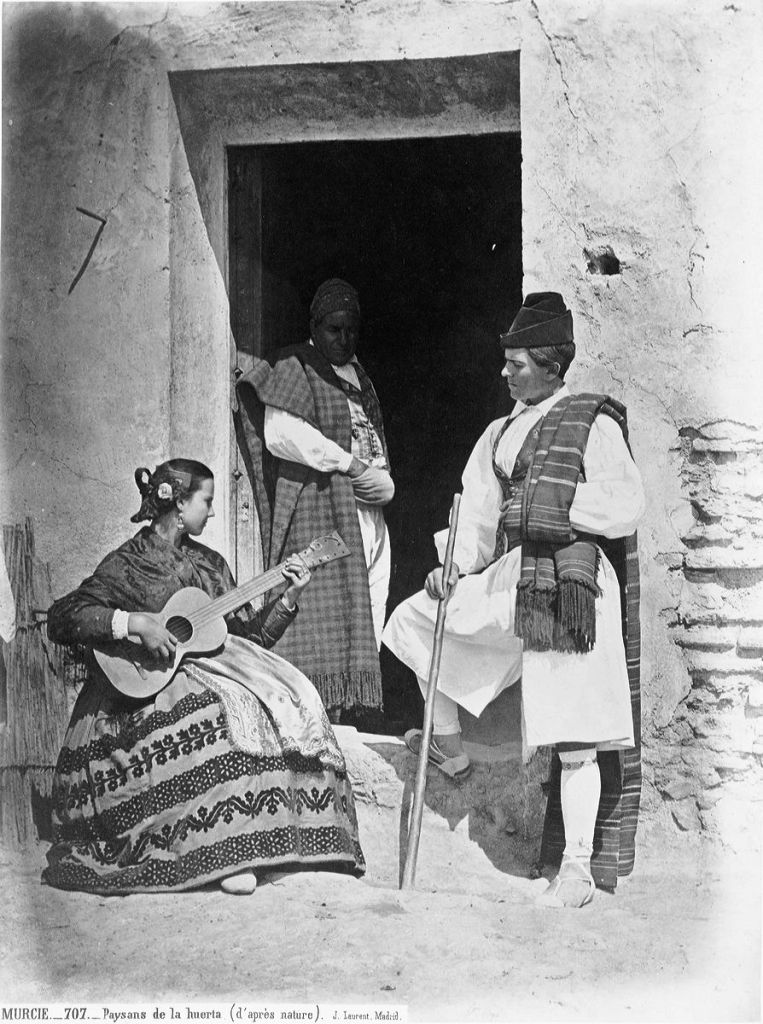
Modelos de la indumentaria tradicional de la huerta murciana. A la izquierda, posando con guitarra, una joven desplegando un típico refajo de grecas y cenefas vegetales; 1870.

Refajo y zagalejo denominan diversos tipos de prendas tradicionales de ropa de mujer similares a las faldas. Para uso exterior, sobre las enaguas, se llama así a la saya de paño, corta y de vuelo por detrás; y para uso interior, a las faldas de abrigo confeccionadas en bayeta o tela tupida, como el zagalejo de algodón (también de muselina y percal) y colores vivos, o algunos manteos. La denominación de refajo, asimismo, se asocia o identifica en ocasiones con otras prenda de función similar en la vestimenta femenina, como la pollera y la basquiña.

## Uso y tipos
La presencia del uso de la falda popularmente denominada refajo ha sido durante siglos tan común en la Meseta Central española, la cornisa Cantábrica, el Levante y Andalucía, que la herencia tradicional del cancionero es pródiga en versos, coplas y decires con aire de refrán como recuerdan estos ejemplos:
1. "Debajo de la pompa de tu refajo pasaba yo el invierno y el mes de marzo".
2. "El refajo encarnado, que colorea, que colorea, niña, que colorea, date la vuelta con aire, que te se vea".
3. "Para ir a la fuente no se precisa ir lujosa, con un refajo amarillo van las niñas salerosas".
4. "No te quites el refajo, que una espiga de avena se te mete por abajo".
5. "Sandunguera menea el refajo" (jota en la ronda de enamorados de Val de San Lorenzo, León).

### Refajos murcianos
Como uno de los diversos ejemplos del protagonismo del refajo en los distintos trajes típicos, folclóricos y populares españoles, pueden describirse los tipos que esta prenda presenta en la Región de Murcia:
1. Refajo de listas, a rayas verticales de unos tres centímetros de anchura; usado a diario como ropa de trabajo, por lo que carece de bordados. Se hacía en telares caseros y en invierno solía colocarse sobre otro vestido, a modo de basquiña. Por su sencillez era la prenda habitual de niñas y adolescentes.
2. Refajo de lana, bordado con alegres y vistosos motivos florales, y usado contra el frío. En Alhama de Murcia presentaba con siete cenefas en seda, material que refleja el auge de la sericultura la zona (y que llevaría a bordar en algunos ejemplares la figura de un gusano de seda que con el tiempo se convertiría en algo parecido a una hoja estilizada). Como otros modelos iba rematado con un cordoncillo en su parte inferior para evitar que se deshilachase.
3. Refajo de lentejuelas, quizá uno de los más barrocos, con una reunión de detalles y ornamentos que lo acerca a las artes suntuarias. Privilegio de las clases altas o adineradas, se adornaba con perlas, piedras preciosas, lentejuelas, cordones, canutillos de oro y plata, etc. Se remataba el refajo con una puntilla metálica plateada en sustitución del tradicional "cordoncillo".
4. Refajo de recortes, los recortes de terciopelo negro superpuestos sobre tela de seda rosa fueron un elegante recurso ornamental que permitían en estos refajos que se vieran algunos volantes en la parte baja. Fueron típicos los amarillos con recortes negros en la zona de Totana.

### En la literatura y la etnografía
Pedro Antonio de Alarcón en sus Viajes por España (1883) y describiendo la indumentaria de las mujeres de las Alpujarras granadinas cuenta que:

"En los pueblos, el traje de las campesinas varía mucho, pero siempre sobre la base de un jubón negro de anascote. La falda va aparte, y es de coco, indiana o percal. En algunas villas sólo las hay de picote listado. De todos modos, la elegancia rural consiste en colgarse cuantos refajos y enaguas se poseen, aunque sean cincuenta. Las lugareñas de más tono usan mantilla sin velo ni blondas, esto es, una gran tira de franela negra, con anchas franjas de terciopelo. Las muy pobres, hacia Levante, llevan el mantón doblado en triángulo, pendiente de la cabeza, lo que les ahorra otro pañuelo y les da un aire míseramente africano. En la Alpujarra, las cortijeras se echan sobre la cabeza la saya a guisa de manto, y como la saya está forrada de amarillo, y el refajo es encarnado, ofrecen a distancia, en aquellos ásperos montes, un aspecto interesantísimo. Por último: en varios pueblos las mujeres de todas clases gastan medias negras, a excepción de la hija del sacristán, que usa medias blancas, y a excepción también de las infelices que no tienen medias".